# Porchetta
Porchetta is geroosterd speenvarken uit Midden-Italië. Het is een traditioneel streekgerecht waarbij het varken voor het roosteren is ontdaan van ingewanden, ontbeend, gekruid en weer dichtgebonden. Porchetta wordt in Italië veel verkocht als straatvoedsel in stalletjes op markten, dorpsfeesten en festivals. De porchetta uit Ariccia in Lazio heeft in 2011 het Europese keurmerk Beschermde geografische aanduiding (In het Italiaans: IGP, Indicazione Geografica Protetta) verkregen.

## Geschiedenis
Verschillende plaatsen in Midden-Italië claimen het originele recept te hebben bedacht, waaronder Ariccia in Lazio en het om zijn varkensvlees bekende Norcia in Umbrië. Er wordt ook wel gezegd dat de oorsprong van het recept teruggaat tot de Etrusken.

## Tradities en smaken
Traditioneel zijn er twee basissmaken porchetta, afhankelijk of het vlees is gekruid met wilde venkel of rozemarijn.
In het zuiden van Toscane, in de Castelli Romani, de Sabina en andere delen van Midden-Italië gebruikt men rozemarijn om de porchetta te kruiden. In het noorden van Lazio en in Umbrië, de Marche en de Romagna wordt porchetta gekruid met wilde venkel, waardoor het gerecht een unieke geur en smaak krijgt.

## Bereiding
Ambachtelijke porchetta wordt gemaakt van varkens die niet ouder zijn dan een jaar en niet meer dan honderd kilo wegen. Het onthaarde en gewassen varken wordt opengesneden en ontdaan van ingewanden en botten. Vervolgens wordt het gekruid met keukenzout, peper, hele knoflooktenen en wordt er - afhankelijk van de lokale traditie - in stukjes gesneden milt en lever, rozemarijn of wilde venkel toegevoegd.
De gevulde porchetta wordt aan een stok geregen en dichtgesnoerd met touw. Afhankelijk van de grootte wordt het vlees vijf tot acht uur geroosterd. Traditioneel wordt porchetta gegrilld boven houtskool, maar tegenwoordig vindt het ook plaats in grills van roestvrijstaal.

## Andere bereidingen
Op dezelfde wijze als porchetta worden ook wel lam, konijn of vis bereid. Zo heb je bijvoorbeeld coniglio porchettato (konijn bereid op de porchetta-manier) of carpa porchettata (karper op de porchetta manier).

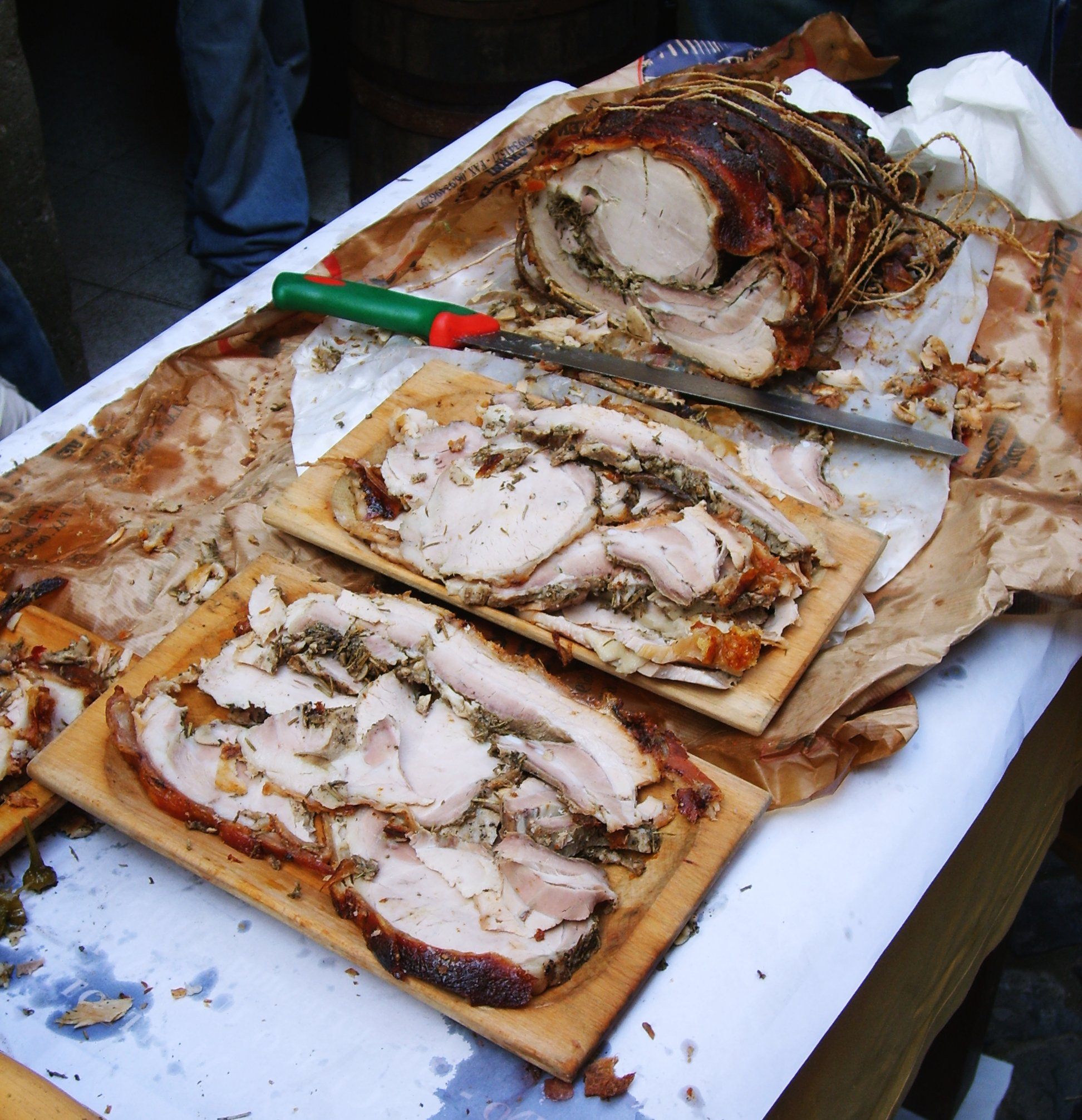
Porchetta op de Sagra dell’Uva (druivenfeest) in Marino
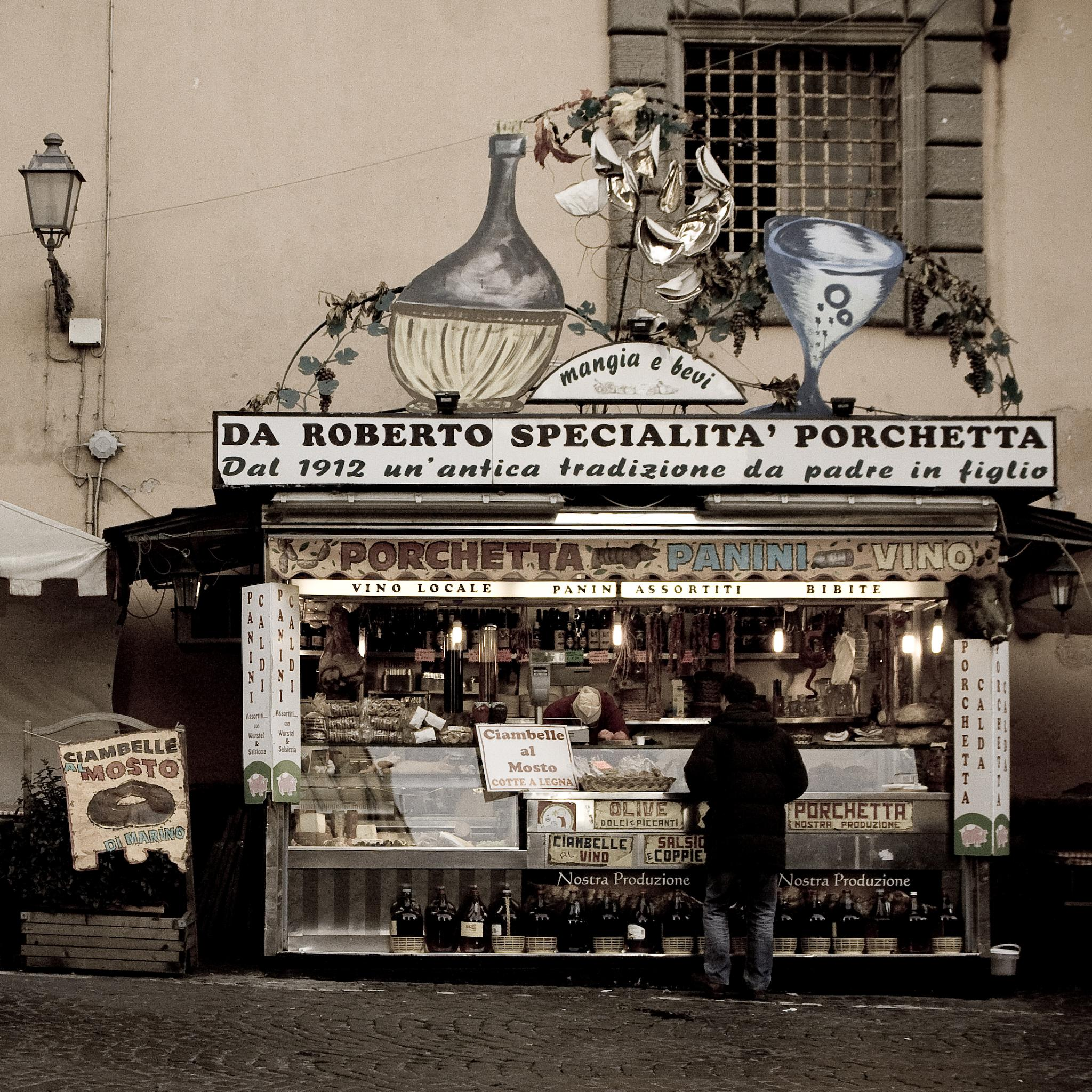
Straatverkoper in de provincie rome
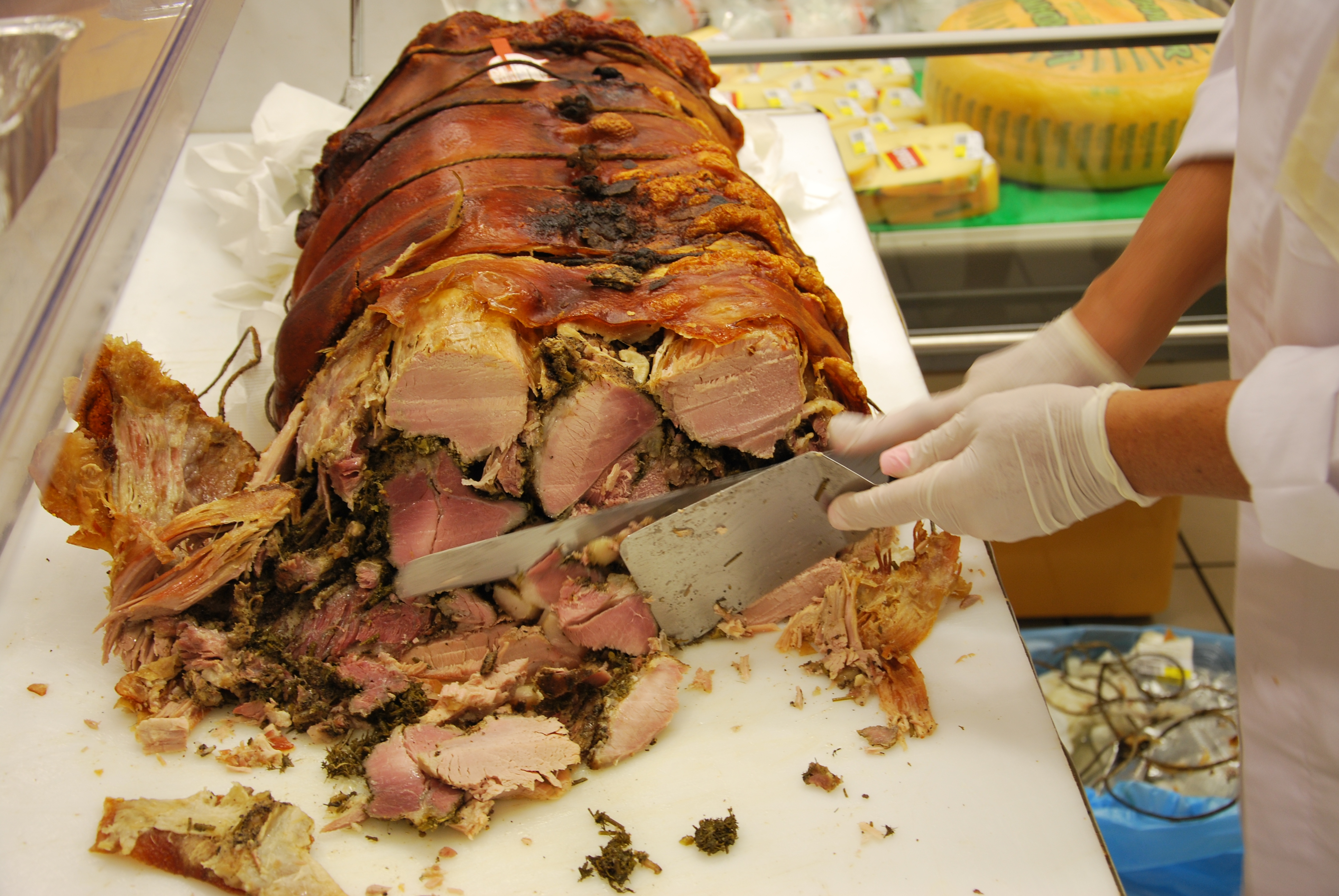
Porchetta in Macerata in de Marche
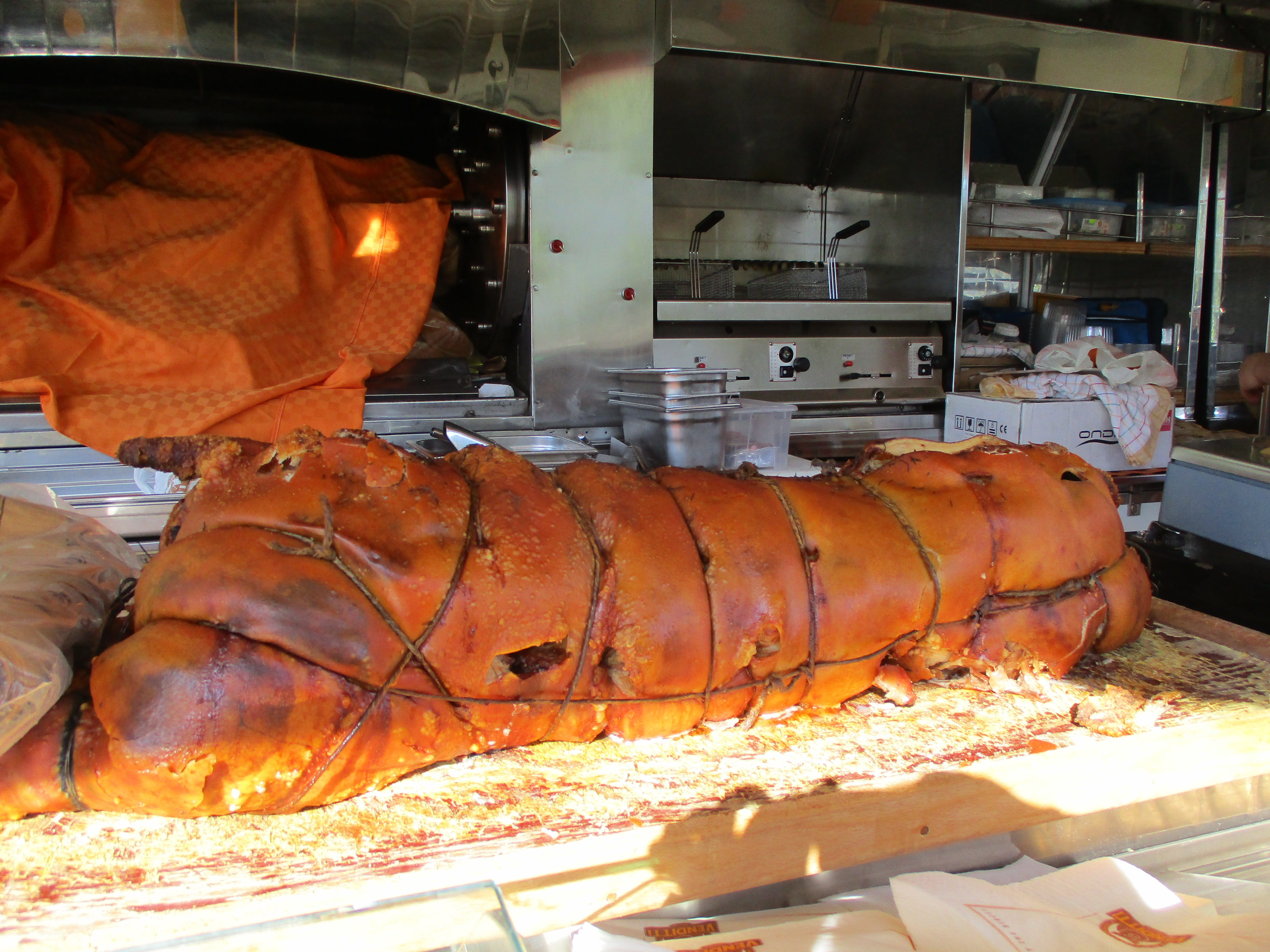
Porchetta uit Luco dei Marsi
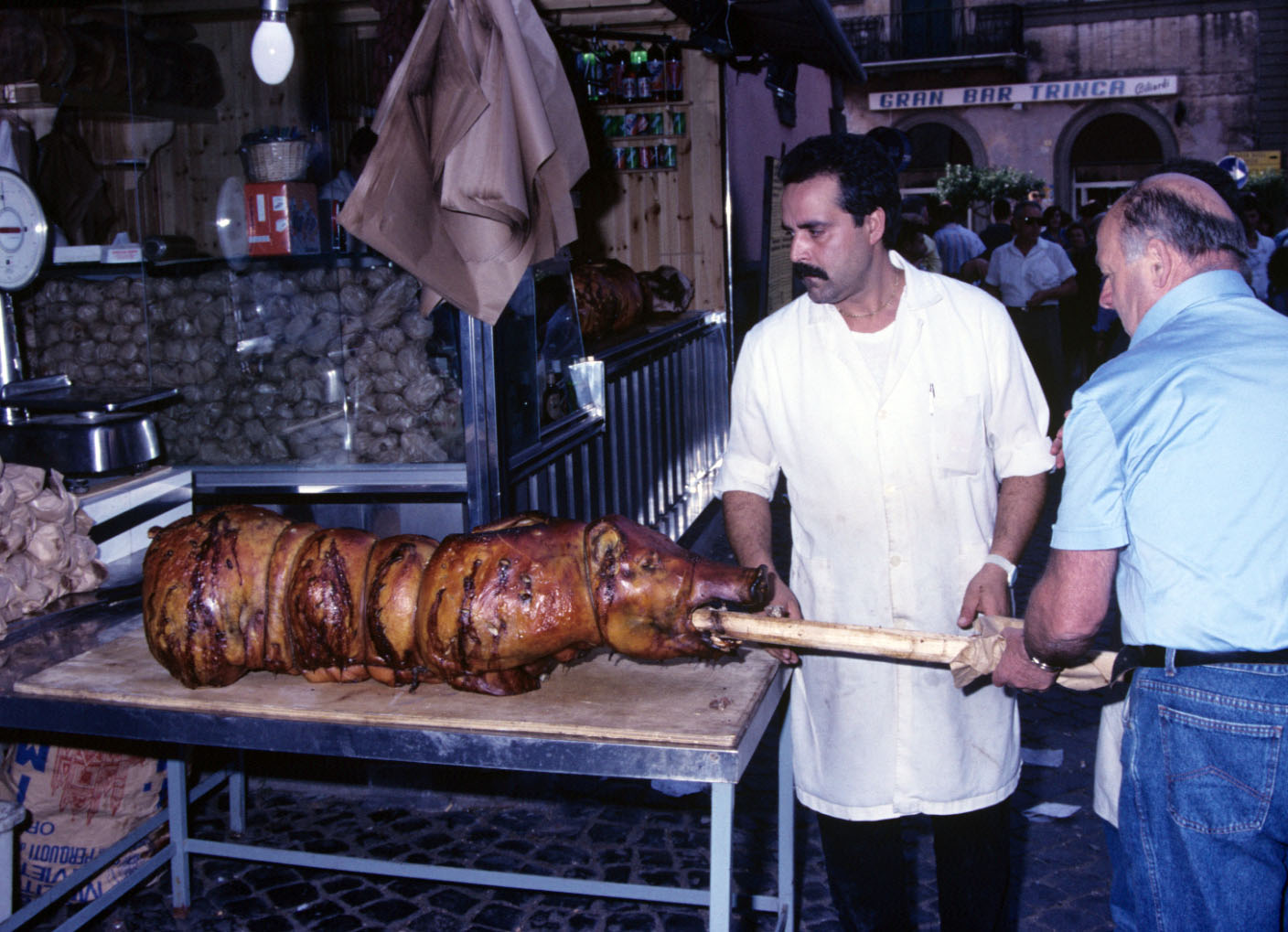
Porchetta in Marino
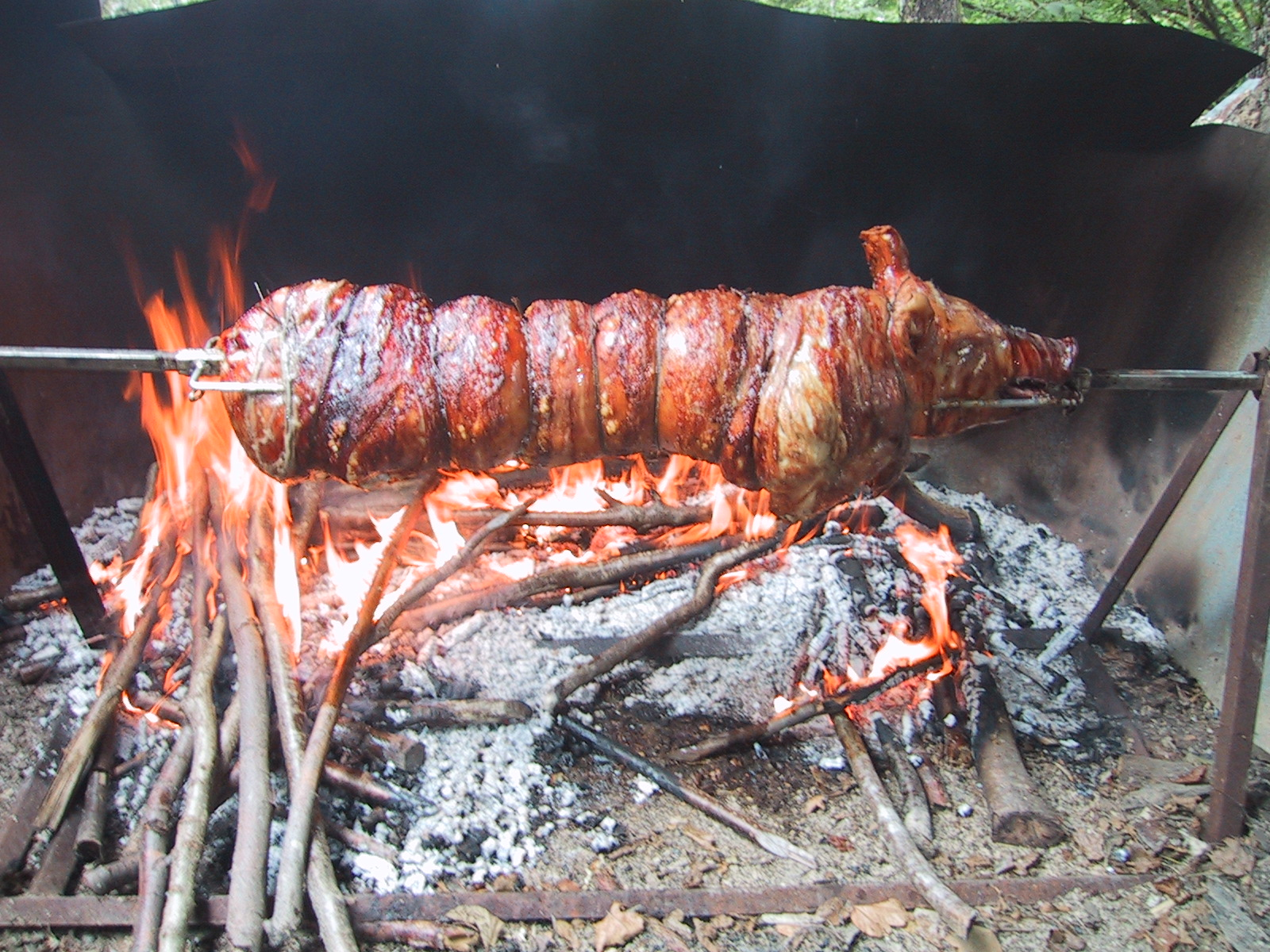
Roosteren van porchetta